# Richard Goldschmidt
Pour les articles homonymes, voir Goldschmidt.

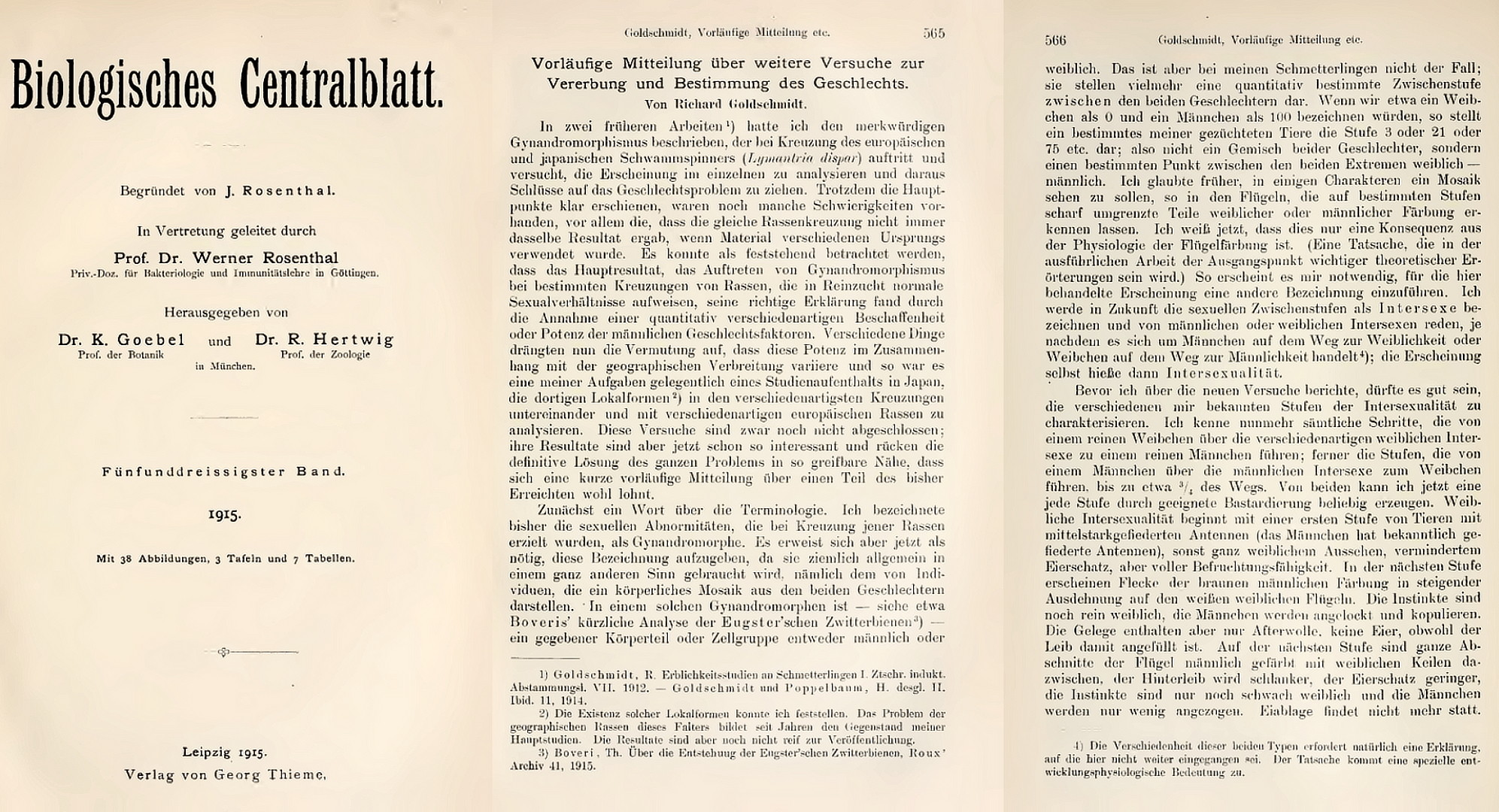
L'origine du terme 'intersexe'.

Richard Benedict Goldschmidt, né le 12 avril 1878 à Francfort-sur-le-Main, mort le 24 avril 1958 à Berkeley, est un généticien et embryologiste juif allemand.
À partir de 1911, il commence à s'intéresser à la génétique du papillon Lymantria dispar. Trois aspects le préoccupent particulièrement: le déterminisme du sexe, tout d'abord; puis la micro-évolution, la notion de race géographique et le déterminisme génétique des variations adaptatives ... ; enfin, il aborde dès 1915 la question de la nature du gène et de ses fonctions. C'est lors de ses travaux sur le Lymantria dispar qu'il découvre un spectre des différents niveaux de développement entre les deux sexes. Il décide alors en 1915 de nommer ce phénomène intersexualité (allemand: Intersexualität), et les individus 'intersexe'.
Compte tenu de ses origines, Goldschmidt doit quitter l'Allemagne en 1935 et s'installe alors en Californie, à Berkeley, où il devient professeur en 1936, et célèbre pour sa théorie des monstres prometteurs.
Il a travaillé sur la tentative d'une synthèse de la génétique, de la biologie du développement et de la théorie de l'évolution autour du concept d'homéose.

## Hypothèse des «monstres prometteurs»
Goldschmidt défend dès 1933 un modèle saltatoire de l'évolution : selon lui, des mutations affectant des gènes intervenant dans le développement pourraient produire, en une seule étape, des individus très différents de la norme de l'espèce, éventuellement mieux adaptés à certaines conditions. Il appelle ces individus les « monstres prometteurs ». À cet égard, l'étude des mutants homéotiques occupe une position clé dans sa pensée.
Sa théorie, de la macroévolution par « mutations systémiques » (mutations qui produiraient un réarrangement global du génome en raison de l'interdépendance entre les gènes) et mutations sur les gènes responsables du développement a été mise de côté, à la suite de la découverte de la structure de l'ADN et la démonstration subséquente que la variation allélique constitue la cause des différences génétiques et phénotypiques, qui sont observées entre organismes. Certains auteurs s'appuient sur de récentes démonstrations d'hérédité épigénétique, chez des organismes supérieurs, pour redonner vie aux théories de l'hérédité lamarckienne et de la macroévolution par « mutations systémiques ».
Dès 1940, sa position est radicalement opposée au néodarwinisme. Selon lui, le développement embryonnaire est placé sous la régulation de quelques gènes principaux, qu’il propose d’appeler « gènes de taux de changement ». Ce qui veut dire que les mutations ne sont pas toujours minuscules, apportant chacune leur propre petit avantage sélectif ; de nouvelles structures, radicalement différentes, peuvent être construites en une ou un petit nombre de mutations des gènes de taux de changement. Celles-ci peuvent consister en une altération du rythme du développement (aboutissant à ce qu’on appelle une hétérochronie : par exemple, une déformation radicale du plan d’organisation, pouvant conduire à des innovations spectaculaires). La découverte des gènes homéotiques (Gènes HOX), d'abord chez la drosophile puis chez les vertébrés, a suscité un regain d'intérêt pour ses travaux.